# Allobates femoralis
Allobates femoralis — вид земноводних з роду Allobates родини Aromobatidae.

## Опис
Загальна довжина досягає 2,8—3,5 см. Спостерігається статевий диморфізм: самиці більші за самців. Зовнішні ознаки, що дозволяють відрізнити представників різних статей, відсутні. Самців можна впізнати тільки по вокалізації. Шкіра доволі горбкувата. Забарвлення спини темно-коричневе, з боків спини від кінчика морди до задніх кінцівок походять вузькі жовті поздовжні смуги. Нижче розташовані жовті лінії, що тягнуться від верхньої губи до основи передніх лап, далі з боків тіла до задніх лап. В основі передніх і задніх кінцівок є помаранчеві плями.

## Спосіб життя
Полюбляє первинні та вторинні тропічні ліси. Зустрічається на висоті до 600 м над уровнем моря. Веде наземний спосіб життя в листової підстилці під пологом лісу. Живиться жуками, мурашками, цвіркунами і тарганами.
Самці територіальні і агресивні по відношенню до особин своєї статі. При захисті своєї ділянки вони застрибують на чужинця і намагаються борцівським прийомом перевернути його на спину.
Самиці відкладають до 10 яєць. Пуголовки з'являються через 12—16 днів. Вони полюють на ногохвісток. Метаморфоз триває 1—2 місяці.

## Розповсюдження
Мешкає у Бразилії, Болівії, Еквадорі, Перу, Колумбії, Венесуелі, Гвіані, Гаяні і Суринамі.